# Puerta del Rey (Kaliningrado)

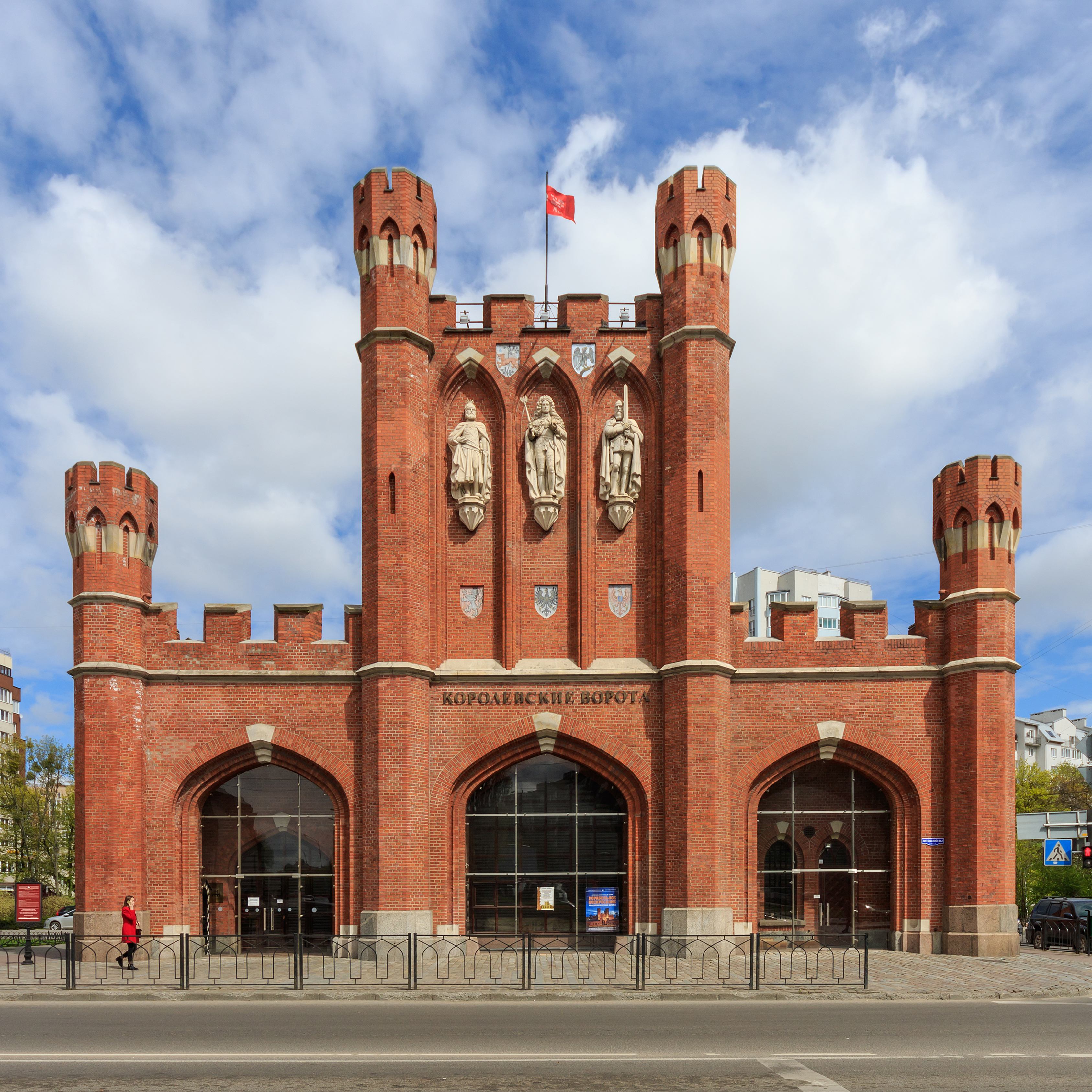
Puerta del Rey en Kaliningrado

La Puerta del Rey o Puerta Real (en ruso, Королевские ворота, Korolevskiye vorota; en alemán, Königstor) es una puerta monumental en la ciudad de Kaliningrado (Rusia). Es una de las siete puertas construidas en el siglo XIX a lo largo de la antigua muralla y que daban acceso a la ciudad.
Actualmente la puerta pertenece al Museo Mundo Océano de Kaliningrado y alberga una exposición sobre la visita del zar Pedro I a la ciudad con motivo de su Gran Embajada.

## Ubicación
La puerta está emplazada en la parte nordeste de la ciudad, en el raión (distrito) de Leningrado (Ленинградский район, Leningradski rayon). Se encuentra justo en el cruce de la calle Litovski Val (Улица Литовский вал) con la calle de Yuri Gagarin (Улица Юрия Гагаринa), prolongación ésta de la calle de Frunze (Улица Фрунзе).

## Historia

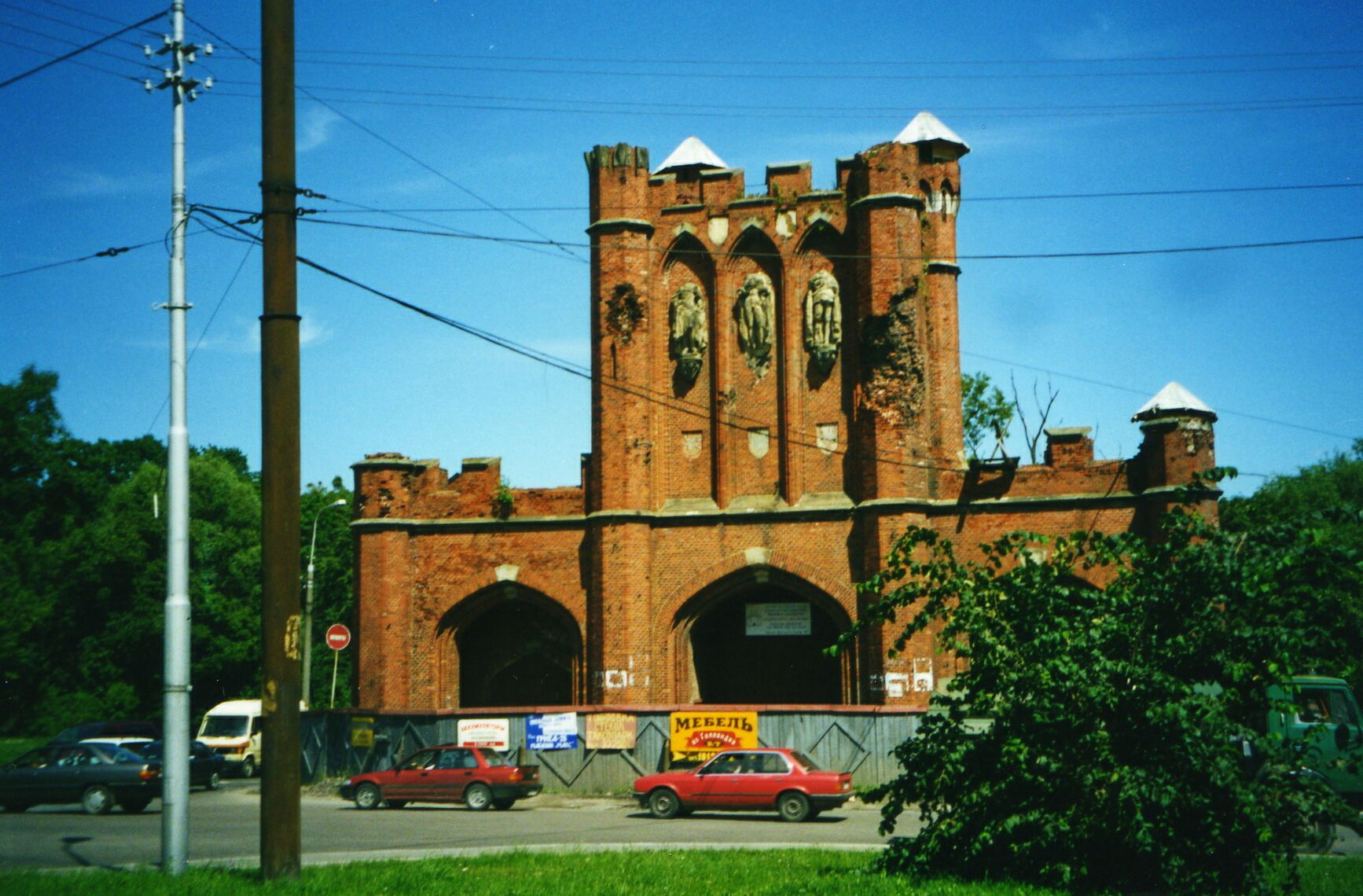
Vista del monumento antes de su restauración en 2005 (así es como se encontraba desde la Segunda Guerra Mundial)

Fue construida en el siglo XIX bajo diseño de Friedrich August Stüler en estilo neogótico, típico de la arquitectura prusiana de aquella época. Las estatuas incrustadas en el lado occidental son obra del escultor Wilhelm Stürmer. La primera piedra de construcción se colocó el 30 de agosto de 1843 en presencia del rey Federico Guillermo IV y la puerta fue terminada en 1850. 
En la Segunda Guerra Mundial la puerta quedó dañada considerablemente; en su entrada triunfal a la ciudad, soldados soviéticos arrancaron las cabezas de las estatuas como símbolo de victoria contra las fuerzas alemanas, bajo cuya soberanía la puerta fue construida. 
En la época soviética la puerta fue utilizada como librería, pero como no se le efectuaron obras de mejora, tuvo que ser cerrada y se pensó incluso en derrumbarla; por suerte las autoridades de Moscú no aceptaron esto y declararon la puerta como un monumento histórico. La puerta fue usada entonces como depósito.
El año 2005, con motivo del 750º aniversario de la ciudad, fue renovada y las estatuas nuevamente restauradas. El coste de la renovación fue de cerca de 50 millones de rublos. El 1 de julio de 2005 se celebró la reapertura de la puerta.

## Arquitectura
La puerta, que recuerda a un castillo de pequeñas dimensiones, consta de un cuerpo principal de dos plantas y dos laterales de una sola planta. Todo el conjunto está construido a base de ladrillos. En la parte superior, coronada por almenas, se encuentran ocho torres, una en cada esquina. 
En la parte alta de la fachada principal, la que da al occidente, hay tres estatuas de arcilla en altorrelieve:
- la de la izquierda representa al rey de Bohemia Otokar II, fundador de la ciudad, portando un casco;
- en el centro está el príncipe elector de Brandeburgo Federico III, quien fue coronado en la desaparecida Iglesia del Castillo (Schlosskirchen) de la ciudad como primer rey de Prusia, mostrando el cetro y el orbe prusianos;
- a la derecha se ve a Alberto de Brandeburgo-Ansbach, primer duque de Prusia y fundador de la también desaparecida Universidad Albertina, blandiendo una espada.

Bajo cada estatua se halla el escudo de la tierra de la que provenía el monarca respectivo. Arriba de éstas están los escudos de los antiguos clanes prusianos de Natangia (un lobo rojo en un ramillete con hojas sobre fondo blanco) y de Samlandia o Sambia (un águila negra en una rama sobre fondo blanco).
En las inmediaciones de la puerta se encuentra un parque boscoso. A la entrada del parque, en una plazoleta con un quiosco, hay una piedra con una insignia en memoria del zar Pedro el Grande.